# Водянська сільська рада (Петрівський район)
| Водянська сільська рада — колишній орган місцевого самоврядування у Петрівському районі Кіровоградської області з адміністративним центром у с. Водяне. Сільській раді були підпорядковані населені пункти: - с. Водяне - с. Маловодяне - с. Сабадашеве |

## Склад ради
Рада складалася з 12 депутатів та голови.

### Керівний склад ради
| ПІБ                    | Основні відомості                                               | Дата обрання | Дата звільнення |
| ---------------------- | --------------------------------------------------------------- | ------------ | --------------- |
| Кудіна Тамара Петрівна | Сільський голова, 1954 року народження, освіта, позапартійна    | 26.03.2006   | 31.10.2010      |
| Косюк Іван Васильович  | Сільський голова, 1963 року народження, освіта середня загальна | 31.10.2010   |                 |

Примітка: таблиця складена за даними джерела

## Населення
Згідно з переписом УРСР 1989 року чисельність наявного населення сільської ради становила 519 осіб, з яких 231 чоловік та 288 жінок.
За переписом населення України 2001 року в селі мешкало 456 осіб.

### Мова
Розподіл населення за рідною мовою за даними перепису 2001 року:
| Мова       | Відсоток |
| ---------- | -------- |
| українська | 94,09 %  |
| російська  | 4,81 %   |
| молдовська | 1,09 %   |